# Clyde Cowan
Pour les articles homonymes, voir Cowan.
Clyde Lorrain Cowan Jr, né le 6 décembre 1919 à Détroit et mort le 24 mai 1974 à Bethesda, est un physicien américain, connu pour la mise en évidence de l'existence du neutrino avec Frederick Reines. Cette découverte eut lieu en 1956 lors de l'expérience du neutrino, pour laquelle Frederick Reines reçut le prix Nobel de physique en 1995 en leurs noms à eux deux.

## Biographie

### Enfance et études
Né l'aîné de quatre enfants à Détroit, sa famille déménage à Saint-Louis (Missouri) où il commence une scolarité dans les écoles publiques. Il étudie à la Missouri School of Mines and Metallurgy de Rolla (Missouri) où il est rédacteur en chef du Missouri Miner newspaper en 1939-1940, et est diplômé en 1940 avec un B.S. en génie des procédés.

### Carrière militaire
Pendant la Seconde Guerre mondiale, il est capitaine de l'United States Army Air Forces et se distingue par une bronze star. Appartenant au Reserve Officers and Training Corps de 1936 à 1940, Cowan rejoint le U.S. Army Chemical Warfare Service avec le rang de second lieutenant lorsque les États-Unis rejoignent le conflit en 1941. En août 1942, il est transféré à l’Eisenhower's Eighth Air Force stationné à Londres (Royaume-Uni). En 1943, il est désigné pour construire une unité de décontamination pour les cas d'attaques au gaz. L'année suivante, il rejoint le personnel du British Branch of the Radiation Laboratory du Massachusetts Institute of Technology, localisé à Great Malvern, en Angleterre. Il sert en 1945 comme officier de liaison avec la Royal Air Force, travaillant à la transmission pratique d'information technique et d'équipement. Il revient aux États-Unis en 1945, et travaille sur la Wright-Patterson Air Force Base à Dayton. Il quitte le service actif en 1946.

### Recherche et enseignement
Bénéficiant de la G.I. Bill of Right, il intègre l'université Washington de Saint-Louis, recevant un Master's degree et un Ph.D. en 1949. Il intègre l'équipe du laboratoire national de Los Alamos au Nouveau-Mexique, où il rencontre Frederick Reines.
En 1951, F. Reines et C. Cowan commencent leur recherche du neutrino. Leur travail est complété à la centrale de Savannah River, près d'Augusta (Géorgie), en 1956.
Clyde Cowan commence sa carrière d'enseignant en 1957, comme professeur de physique à l'université George Washington (GWU) à Washington D.C.. L'année suivante, il quitte la GWU et rejoint la faculté de l'université catholique d'Amérique à Washington D.C., poste qu'il occupe jusqu'à la fin de sa vie. Il joue le rôle de consultant pour la United States Atomic Energy Commission (AEC), le Naval Ordnance Laboratory, l'Académie navale d'Annapolis, l'United States Army, l'United Mine Workers of America, le chantier naval Electric Boat de Groton et la Smithsonian Institution à Washington D.C.

### Famille
Il se marie à Woodford en Angleterre, le 29 janvier 1943, avec Betty Eleanor, fille de George Henry et Mabel Jane (Mather) Dunham de Wanstead, Angleterre, et a d'elle dix enfants, dont seuls trois lui survivent : Elizabeth Esthermay, mariée à John A. Riordon ; Marian Jane, mariée à Charles M. Kriston ; et George Langstroth, mariée à Justine Allen, puis Kim Borkowitz. Ses sept autres enfants biologiques sont morts dans leur prime enfance, et il adopte deux garçons : David Lorrain (mort dans son enfance) et Michael Lorraine.
Clyde L. Cowan meurt le 24 mai 1974 à  Bethesda (Maryland) et est inhumé au cimetière national d'Arlington.
Son petit-fils James Riordon, ancien physicien et ingénieur qui dirigea le bureau des relations aux media de l'American Physical Society, est à l'origine du projet Einstein@home de calcul distribué, qui recherche la trace d'ondes gravitationnelles à partir des signaux émis par des objets massifs en rotation comme les pulsars.
Cowan est un descendant direct de Lorenzo Lorraine Langstroth, le « père de l'apiculture moderne » et est apparenté de manière éloignée à Catherine Drexel, sainte catholique.